# DJポリス
DJポリス（ディージェイポリス、D.J. Police）は、雑踏警備においてマイクロフォン・拡声器等を駆使し、軽妙な語り口・言葉巧みなアナウンスで安全な交通誘導を行う警察官の愛称・通称。

## 概要
DJポリスの正式名称は「警備現場広報」。警備現場でデモ隊や歩行者らを口頭で的確に誘導する役割で、東京五輪を控えた昭和30年代後半に確立されたとされる。2013年6月4日にサッカー日本代表が2014 FIFAワールドカップ・アジア予選においてワールドカップ出場を決めた夜、渋谷駅前で大勢のサポーターにユーモアを交えた話術でルールを守るよう呼びかけた警視庁機動隊員に対する愛称・通称として話題になり、のちに全国で同様の業務を担当する者に対しても呼ばれるようになった。

## 起源
2013年6月4日、サッカー日本代表がオーストラリア戦にて、1-1の引き分けでワールドカップ（W杯）出場を決めた。JR渋谷駅前は、警視庁による通行制限などの厳戒態勢が敷かれたが、歓喜するサッカーファンが殺到し、渋谷スクランブル交差点は騒然となった。
午後9時半ごろ、渋谷スクランブル交差点の指揮車の上でマイクを握った男性隊員が、以下のようにユーモアを交えた呼びかけを行った。
- 「こんな良き日に怒りたくはありません。私たちはチームメートです。どうか皆さん、チームメートの言うことを聞いてください」
- 「皆さんは12番目の選手。日本代表のようなチームワークでゆっくり進んでください。けがをしては、W杯出場も後味の悪いものになってしまいます」
- 「怖い顔をしたお巡りさん、皆さんが憎くてやっているわけではありません。心ではW杯出場を喜んでいるんです」

男性隊員の発言に、路上からは喝采や笑いの声が起こり、一部で「お巡りさん!」コールも湧き上がった。男性隊員も「声援もうれしいですが、皆さんが歩道に上がってくれる方がうれしいです」と返した。
渋谷駅前でこの日は1人の逮捕者やけが人もなく、大きなトラブルも起きなかった。
マイクを握って呼びかける男性隊員の姿はすぐにインターネット上に動画で流れ、「DJポリス」と呼ばれるようになり、ツイッターなどでは称賛が続いた。その後、各新聞やテレビでも取り上げられるようになった。日本国外の一部ニュースサイトでは "DJ Cop" として紹介された。

### 影響・評価
群衆事故や警備に詳しい岡田光正大阪大学名誉教授は、「雑踏警備のあり方として非常に斬新な手法だ」と評価した。
警視庁は男性隊員（巡査）と、同じ広報係でありセンター街近くで活動していた20代の女性巡査長に警視総監賞を授与することを決定し、西村泰彦警視総監が6月13日、警視総監賞を授与した。表彰理由は「現場の状況と空気を読んだ巧みな話術がサポーターらの心を捉え、理解と協力を得られた。結果的に負傷者、逮捕者を出さないことに貢献した」であり、雑踏警備の功績で総監賞を贈るのは初めてであった。
6月11日付で、警視庁などとは関係ない都内在住の2人の男性が、「DJポリス」を特許庁に商標出願した。商品区分は「携帯電話機用ケース」「タブレット型コンピュータ用ケース」など。審査の結果、同年9月18日付けで最終的に拒絶が確定したために商標登録には至らなかった 。
7月25日、静岡県警察学校が採用試験受験希望者を対象に開いた「オープンキャンパス」では、注目度が高い雑踏警備を再現。参加者数人が車両の上に乗り、マイクを持って約40人を誘導する現場を体験させる。この時の講師は、静岡県警の八木瑞生警部（当時）。
2002 FIFAワールドカップ以来、渋谷スクランブル交差点は「大きなイベントがあるたびに乱痴気騒ぎが起こる」という悪いイメージが付きまとっていたが、DJポリスの登場が騒ぎの中にも秩序をもたらし、社会的にも好意的に受け取られるようになったと評する意見がある。
一方で、「DJポリス」という名称に対して、ラッパーの宇多丸は「音楽を流す訳でもないのにDJ（ディスクジョッキー）という名前はおかしい」として「MCポリス」と呼ぶべきとラジオで呼びかけている。これに対して警視庁犯罪抑止対策本部の広報担当者も公式Twitterにて「個人の感想」とした上で「回しているわけではないので、DJというよりMCの方がしっくりくるように思います…」とコメントしている。

### 初代DJポリスの経歴
最初に「DJポリス」と呼ばれた人物の正体は、警視庁第九機動隊広報係に所属する20代の男性隊員。2012年9月に広報係へ異動し、2013年1月には警視庁内で行われた「機動隊警備広報協議会」で優勝。広報技能検定試験では数人しかいない「上級」に合格していた。
2013年1月には初詣でごった返す明治神宮でハンドスピーカーを握り「みなさん、急がなくても神様は逃げません。急いでも御利益は変わりません」と落ち着いたユーモラスな声を掛けていた。
なお男性は、「今後の警備活動に支障がある」などとして氏名などの公表や個別の取材に応じていないが、河北新報に本名と出身地（宮城県大和町出身）、家族構成などが掲載されたことがある。

## 警視庁での運用
警視庁は全10個の機動隊の各隊に広報係（DJポリス）が配置されており、花火大会・渋谷ハロウィンなどのイベントやサッカーワールドカップなどのスポーツ試合、皇居での一般参賀などの雑踏警備に出動し、運用を行っている。
また首都直下地震などの大規模災害に備え、避難者を円滑に誘導し混乱を最小限に抑えるアナウンス技量をもったDJポリスを育成し、各警察署に配置することを計画している。
警備業務
2014年8月16日の東京都・明治神宮外苑で行われた神宮外苑花火大会に登場、帰宅者を誘導しつつ、発言で爆笑を呼んだと報じられた。翌日2014年8月17日の東京都江東区の富岡八幡宮で行われた例大祭にも登場、神輿以上に注目を集めた。
渋谷ハロウィン
渋谷ハロウィンでは、2014年以降毎年DJポリスが出動し、雑踏警備を実施している。
2015年10月31日の23時過ぎ、ハロウィンの仮装者で溢れかえる渋谷スクランブル交差点で雑踏警備を行った。しかし、23時から終電が過ぎる0時過ぎまで雑踏警備を行ったが、DJポリスの知名度により一時通行人が周辺に集まり逆に横断歩道周辺が混雑状態に陥る場面も見られた。
2019年、スクランブル交差点からセンター街を中心とした一帯に、渋谷区が25基の櫓（高さ1.5m）を設置。「DJ警備員」（警備業務を委託された民間会社の警備員）がそれぞれ拡声機を片手に、滞留を避ける安全な通行などを呼び掛けた。翌年以降も櫓を設置しての警備が行われている。
2022年10月、大韓民国ソウルにて梨泰院群衆事故が発生したことを受け渋谷が警戒強化態勢となり、合わせて雑踏警備のためにDJポリスが出動することも報じられた。
イベント出演
2015年4月25日・26日に開催されたニコニコ動画のイベント「ニコニコ超会議」内、警視庁ブースにて出演者としてDJポリスが登場した。警視庁がニコニコ超会議に初出展することを記念して企画され、ホールに乗り付けた指揮車上で「皆でニコニコ笑えるように、ルールを守って楽しみましょう」といったアナウンスを実演し、多くの来場者を沸かせた。

## DJポリスの広まり

### 全国での運用
警視庁のDJポリスの活躍により、全国の警察署から警視庁へDJポリスの技術指導が相次いだ。その後、全国各地の雑踏警備においてDJポリスが出動し、活躍している。
大阪府警察では、2014年阪神タイガースが日本シリーズ決勝進出を決めた中、厳戒態勢での警備を計画。ただこの際警視庁の「DJポリス」について、府警幹部は「大阪の場合、逆効果になってしまう可能性がある」として採用しなかった。しかしその後、雑踏警備の重要性の高まりと、DJポリスの有用性が広く認知されたことから運用を開始。2023年9月、阪神がリーグ優勝した際には戎橋周辺にDJポリスを5カ所に配置、延べ警察官約1300人体制で警備に当たった。
2018年1月、福岡県警察でDJポリスの運用を開始。従来の雑踏警備ではなく、交通安全を呼びかける目的で、福岡市のＪＲ博多駅前や天神の繁華街など、県内各地の交差点で歩行者に注意を呼びかけている。また交通事故において外国人の被害者も多いことから4カ国語（日本語、英語、中国語、韓国語）でアナウンスを行う。
2022年6月には、岡山県警のDJポリスがラジオ番組のパーソナリティーを務める「ポリスDJ」が登場する。同年10月には茨城県土浦市の花火大会に、地元の警察署のDJポリスが出動し雑踏警備にあたった。同年11月には、岐阜県岐阜市のぎふ信長まつりに木村拓哉・伊藤英明が出演するにあたり、地元警察署がJR岐阜駅周辺にDJポリスを配置し、雑踏警備をおこなった。

### 韓国での運用
2023年4月、韓国警察庁は2022年10月のソウル梨泰院雑踏事故で雑踏警備体制が指摘されたことを受け、対策を強化。日本の「DJポリス」を参考にし、警察官が車上に設置した台に上って放送をしながら、人の流れをモニタリングできる専用車両を導入した。
2023年4月6日、雑踏警備訓練をソウル市内で実施し、狭い通りの雑踏を危険度別に３段階で再現した。車両の上から「警察の指示に従って」と呼びかけたり路上で誘導したりし、密集度を低める手順を確認した。

### その他
2022年、FIFAワールドカップ（Ｗ杯）カタール大会では、スタジアムやファンフェスティバル会場から地下鉄「ドーハメトロ」の駅まで観客を誘導する案内人が「ビッグハンド」や「フォームフィンガー」などと呼ばれる巨大な手の形をしたグッズを手に、拡声機を使って歌いながら観客を誘導。「メトロマン」との愛称で呼ばれ、話題を集めた。日本の一部メディアはカタール版「DJポリス」として報じた。